# Liste der Flüsse in Madagaskar

Die größten Flüsse in Madagaskar

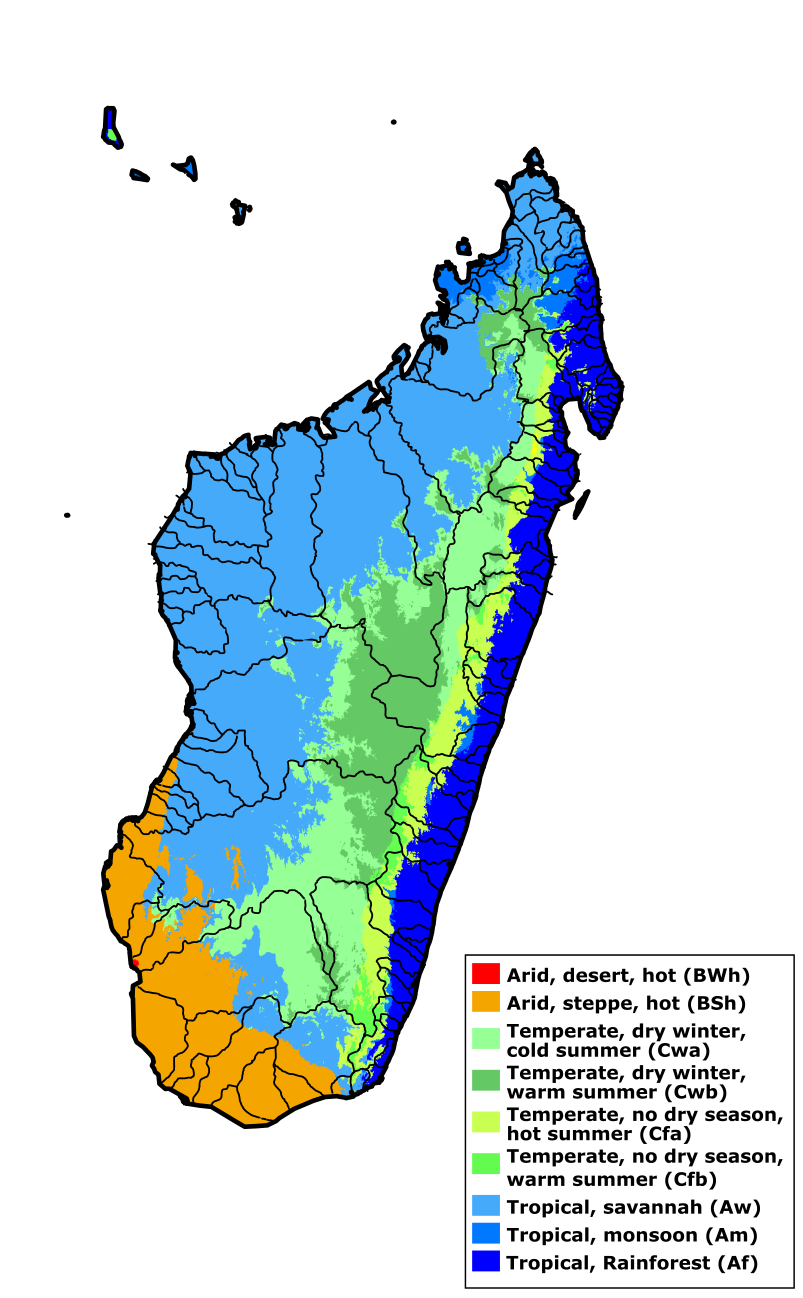
Die Einzugsgebiete in Madagaskar unterlegt mit einer Klimaklassifizierung nach Köppen-Geiger

Dies ist eine Liste der Flüsse in Madagaskar. Hydrologisch lässt sich der afrikanische Inselstaat je nach Messmethode in 12 bis 13 Einzugsgebiete mit über 10.000 km² unterteilen. Das Größte ist dabei das des Mangoky mit etwa 56.000 km², gefolgt von Tsiribihina und Betsiboka. Zusammen haben etwa 40 Flüsse ein Einzugsgebiet von über 2000 km². Hinzu kommen zahlreiche Küstenflüsse. Die Hauptwasserscheide der Insel verläuft in etwa entlang ihrer Längsachse von Nord nach Süd.
Die meisten Niederschläge finden im Osten des Landes statt, da die feuchte Luft von dort über das Zentrale Hochland geschoben wird und dabei teils feuchtadiabatisch abregnet. Daher haben dort auch teils kleine Einzugsgebiete verhältnismäßig hohe Abflussmengen. Am trockensten ist der Südwesten. An der Mündung des  Onilahy und des Fiherenana zum Beispiel herrscht Wüstenklima und der Fiherenana erreicht nur bei Hochwasser das Meer.
Im Folgenden sind die Flüsse im Uhrzeigersinn, bei 12°° angefangen, in Mündungsreihenfolge aufgelistet.

## Nordosten

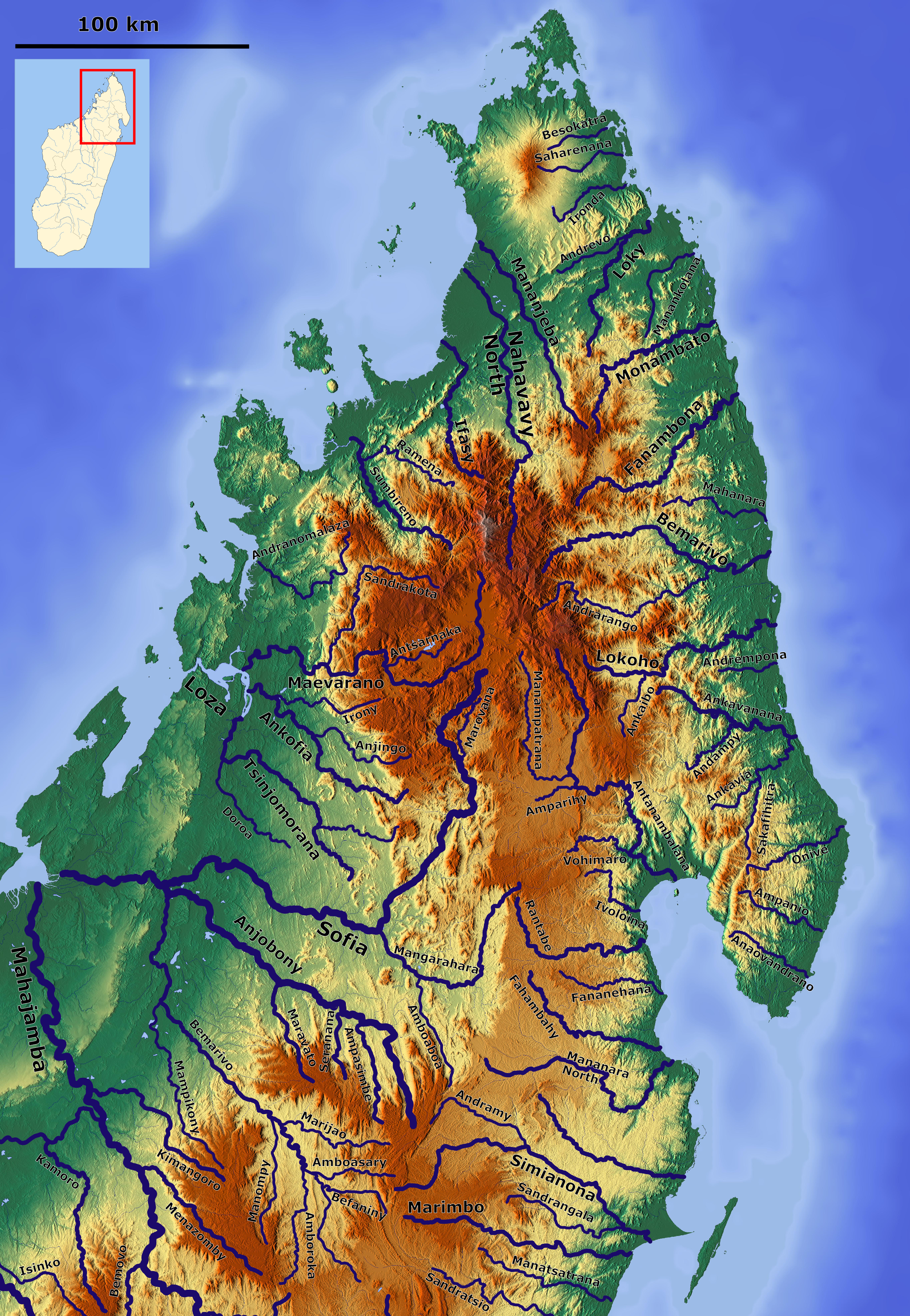
Die Flüsse im Norden Madagaskars

- Besokatra
- Saharenana
- Ironda
- Loky
  - Andrevo
- Manankolana
- Monambato
- Fanambona
- Mahanara
- Bemarivo
- Andrarango
- Lokoho
  - Ankaibo
- Andrempona
- Ankavanana
  - Andampy
  - Sakafihitra
    - Ankavia
- Onive
- Ampanio
- Anaovandrano
- Antanambalana
  - Manampatrana
  - Amparihy
  - Vohimaro
- Ivoloina
- Rantabe
- Fananehana
- Fahambahy
- Mananara du Nord

## Osten

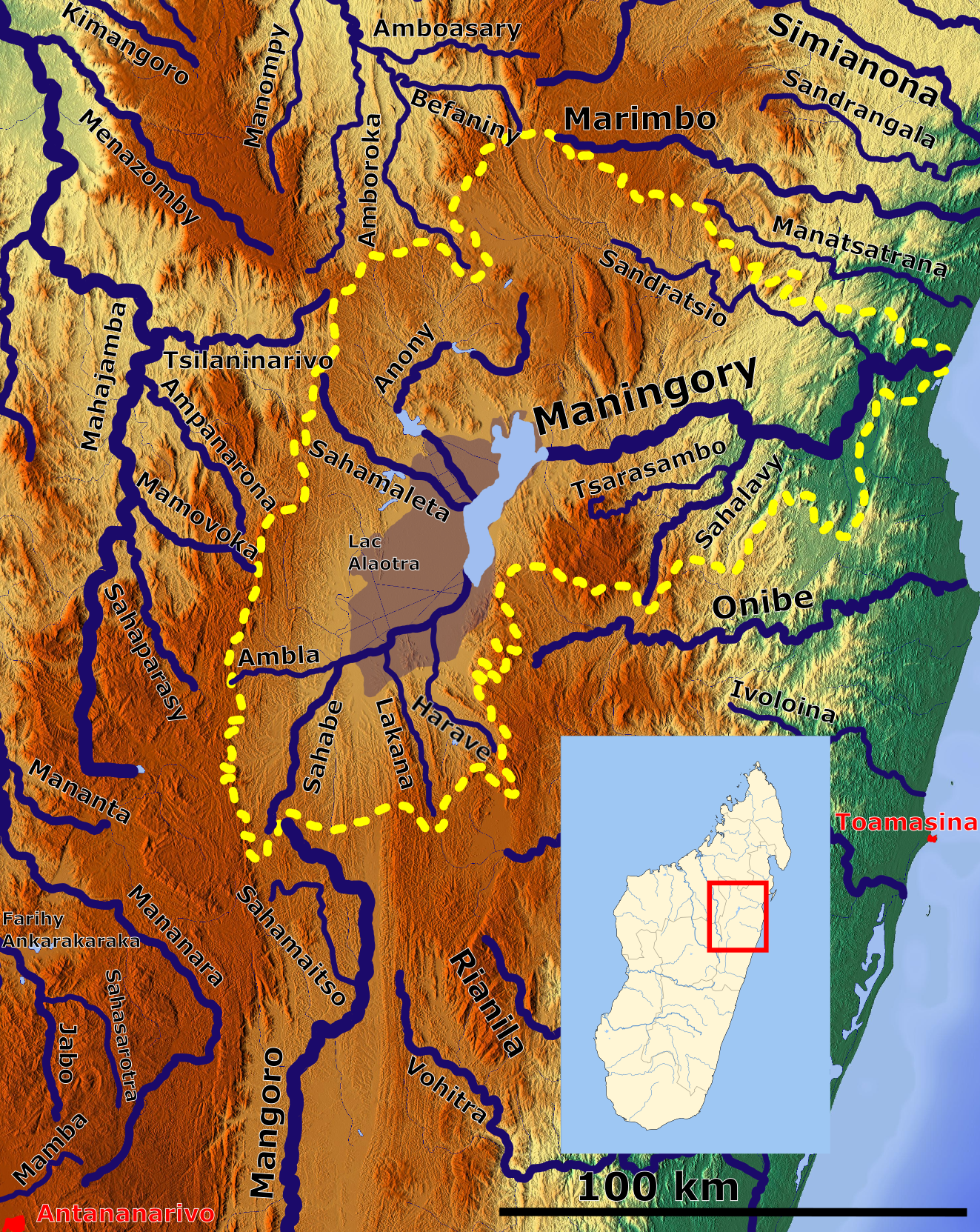
Das Maningory Einzugsgebiet im Osten Madagaskars

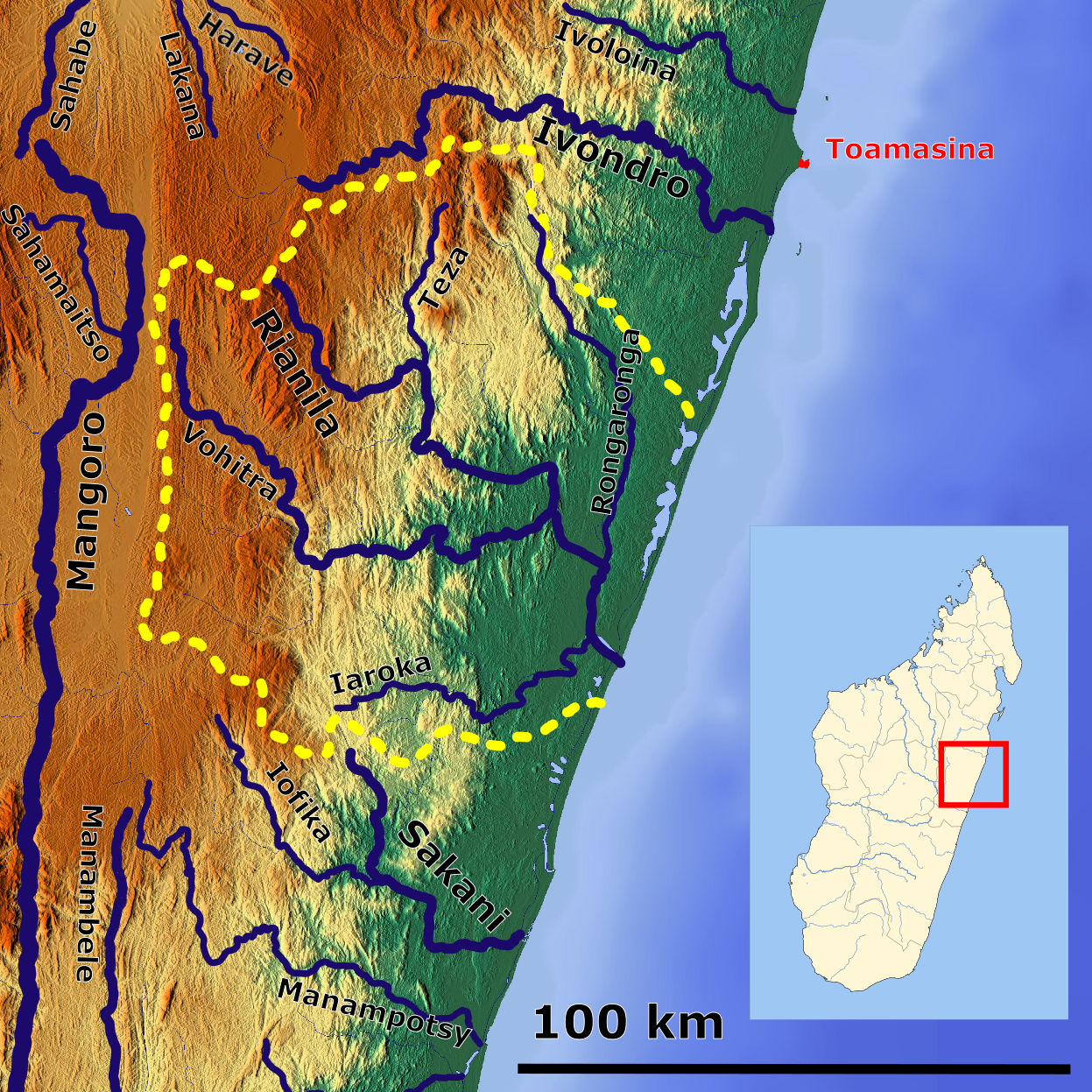
Das Rianila Einzugsgebiet im Osten Madagaskars

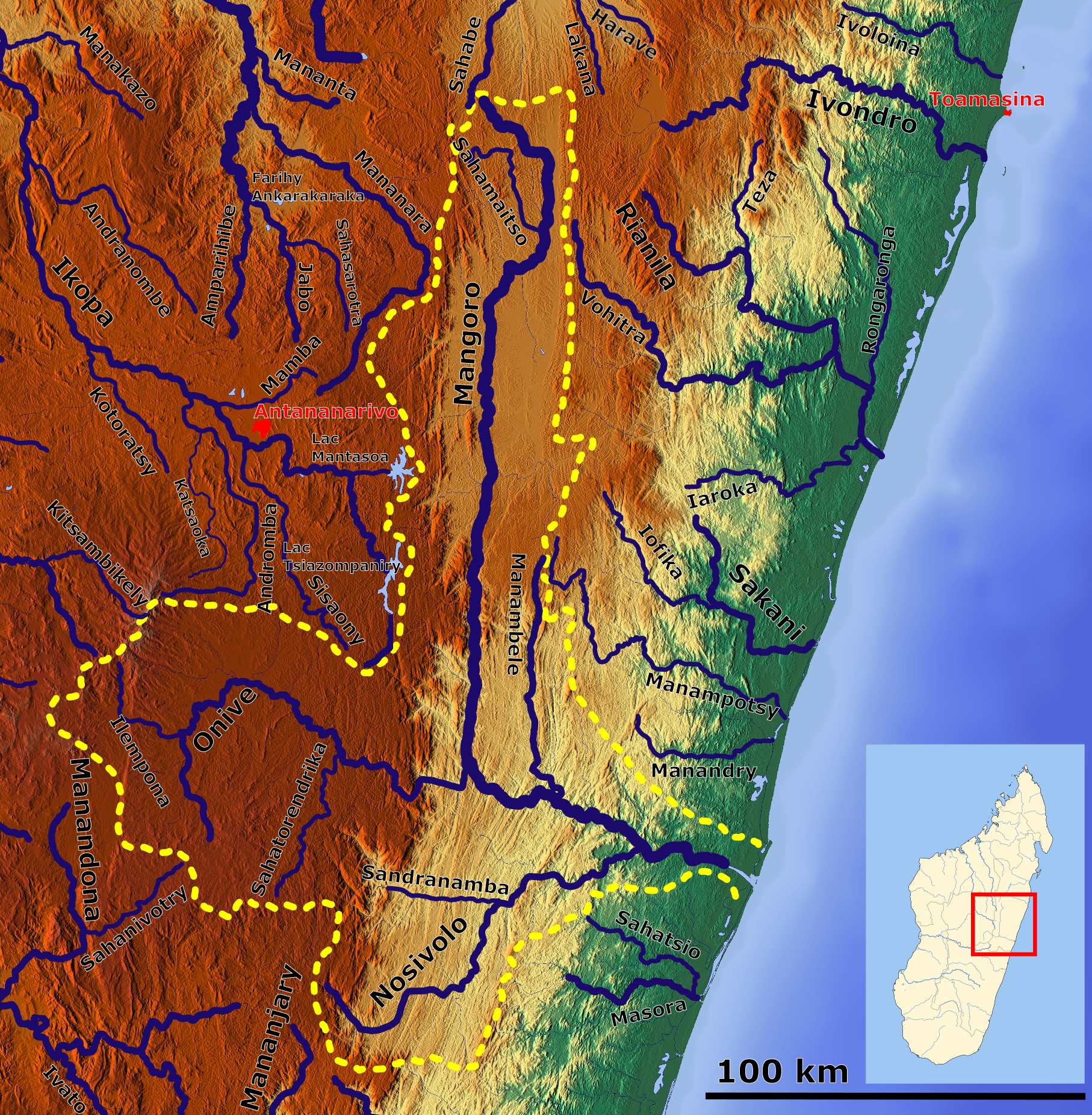
Das Mangoro Einzugsgebiet im Osten Madagaskars

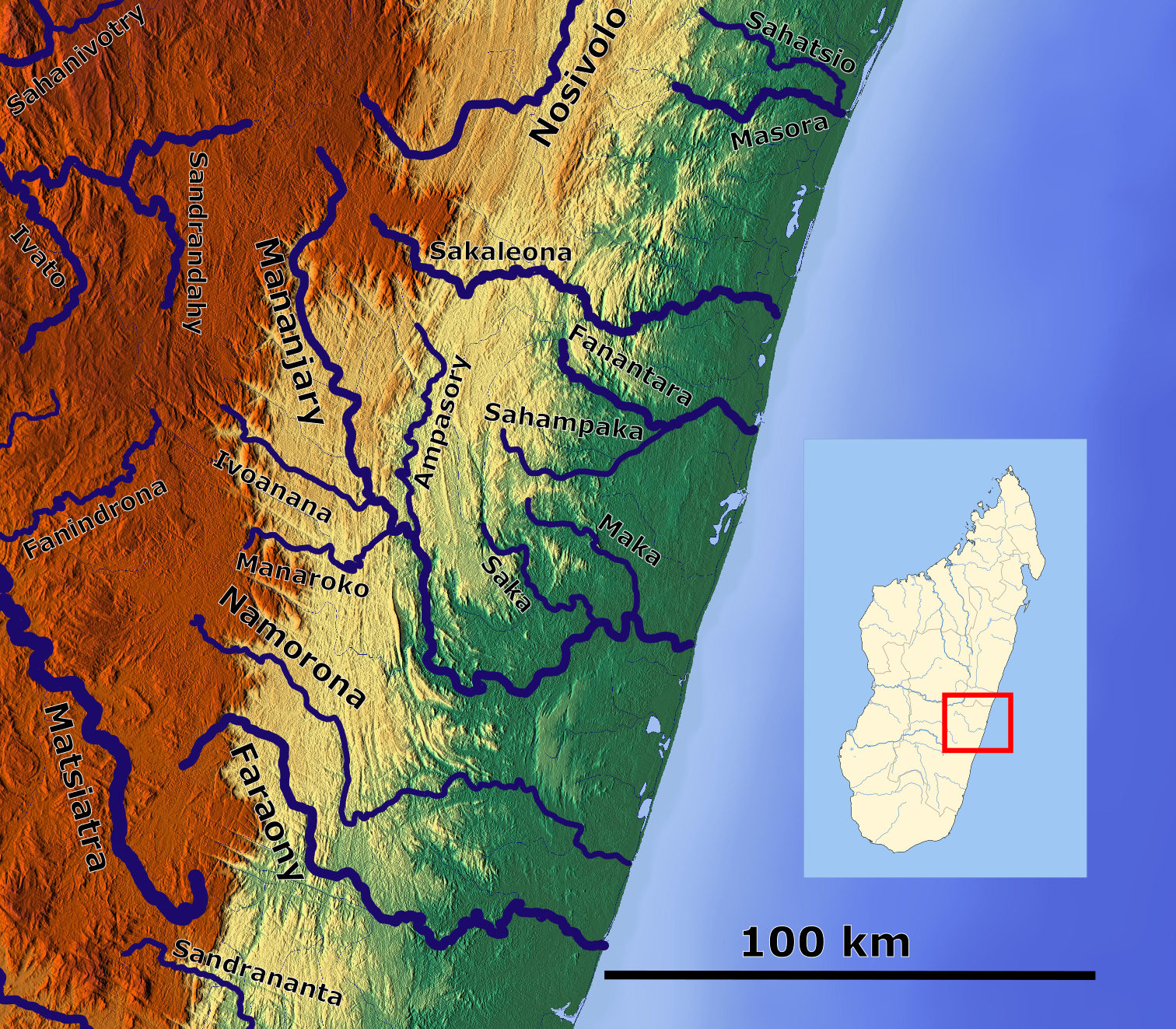
Das Mananjary Flusssystem im Osten Madagaskars

- Simianona
  - Andramy
  - Sandrangala
- Marimbo
- Manatsatrana

- Maningory
  - Sahabe
    - Ambla
    - Lakana
    - Harave

  - Sahamaleta
  - Anony
  - Sahalavy
    - Tsarasambo

  - Sandratsio
- Onibe
- Ivoloina
- Ivondro

- Rianila
  - Teza
  - Vohitra
  - Rongaronga
  - Iaroka
- Sakani
  - Iofika
- Manampotsy
  - Manandry

- Mangoro
  - Sahamaitso
  - Onive
    - Ilempona
    - Sahatorendrika

  - Manambele
  - Nosivolo
    - Sandranamba
- Masora
  - Sahatsio
- Sakaleona
- Fanantara
  - Sahampaka

- Mananjary
  - Ivoanana
  - Manaroko
  - Ampasory
  - Saka
  - Maka
- Namorona
- Faraony
  - Ionilahy
- Matitanana
  - Rienana
  - Sandrananta

## Südosten

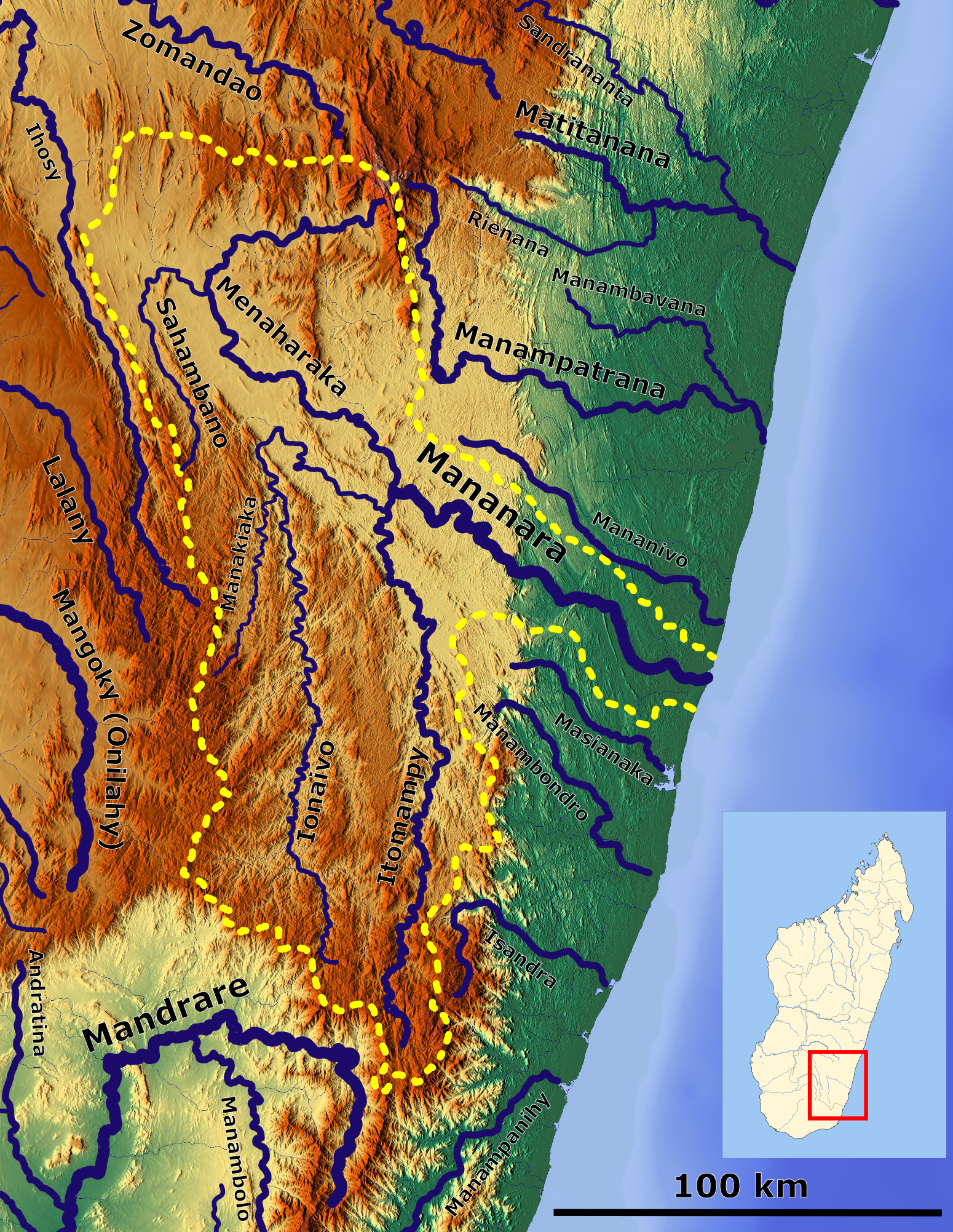
Das Einzugsgebiet des Mananara im Südosten Madagaskars

- Manampatrana
  - Manambavana
- Mananivo
- Mananara du Sud
  - Menarahaka
    - Sahambano

  - Itomampy
    - Ionaivo
      - Manakiaka
- Masianaka
- Manambondro
- Isandra
- Manampanihy
- Ifaho

## Süden

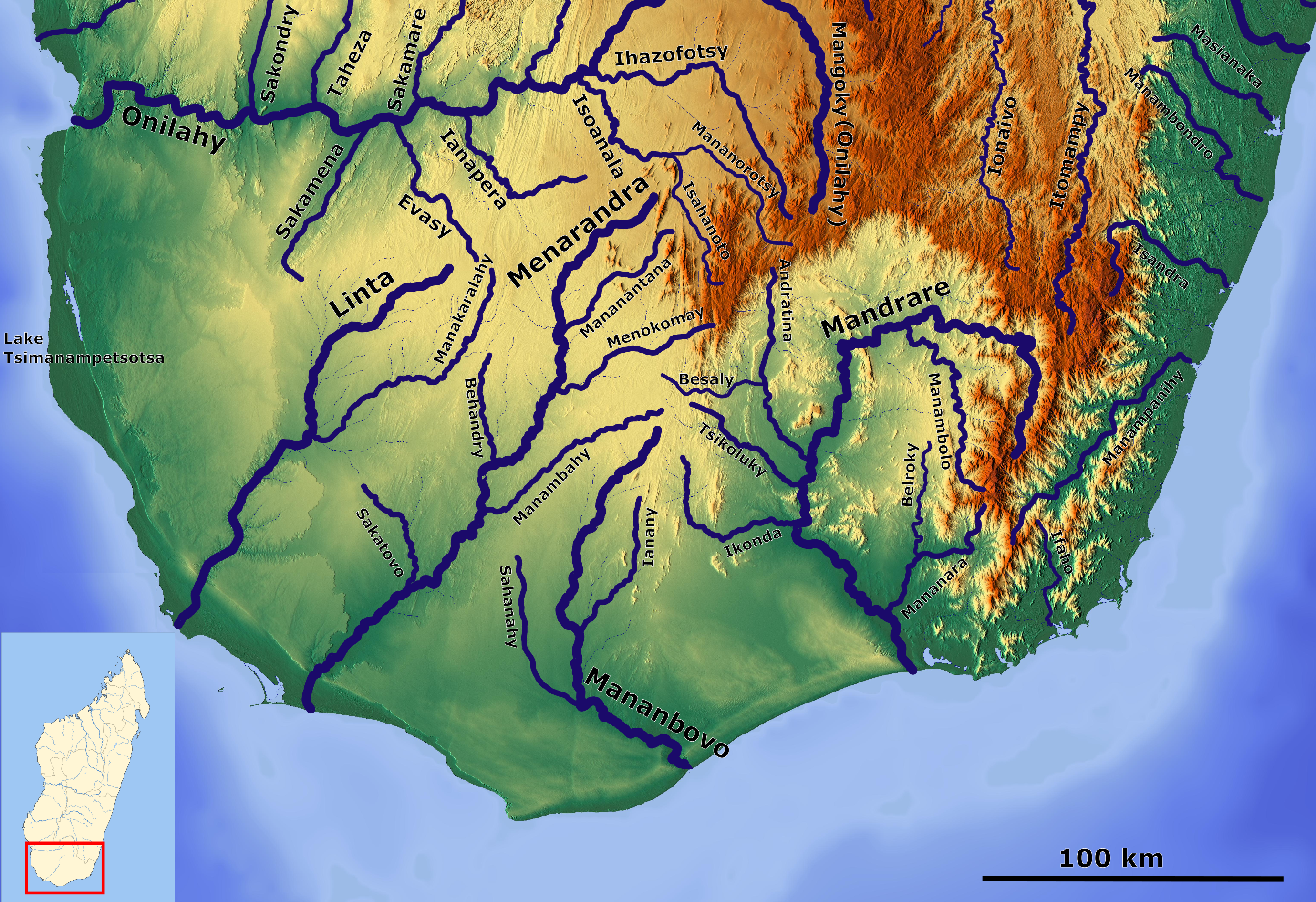
Die Flüsse im Süden Madagaskars

- Mandrare
  - Manambolo
  - Mananara
  - Andratina
    - Besaly

  - Ikonda
  - Mananara
    - Belroky
- Manambovo
  - Ianany
  - Sahanahy
- Menarandra
  - Mananantana
  - Menokomay
  - Behandry
  - Manambahy
  - Sakatovo
- Linta
  - Manakaralahy

## Südwesten

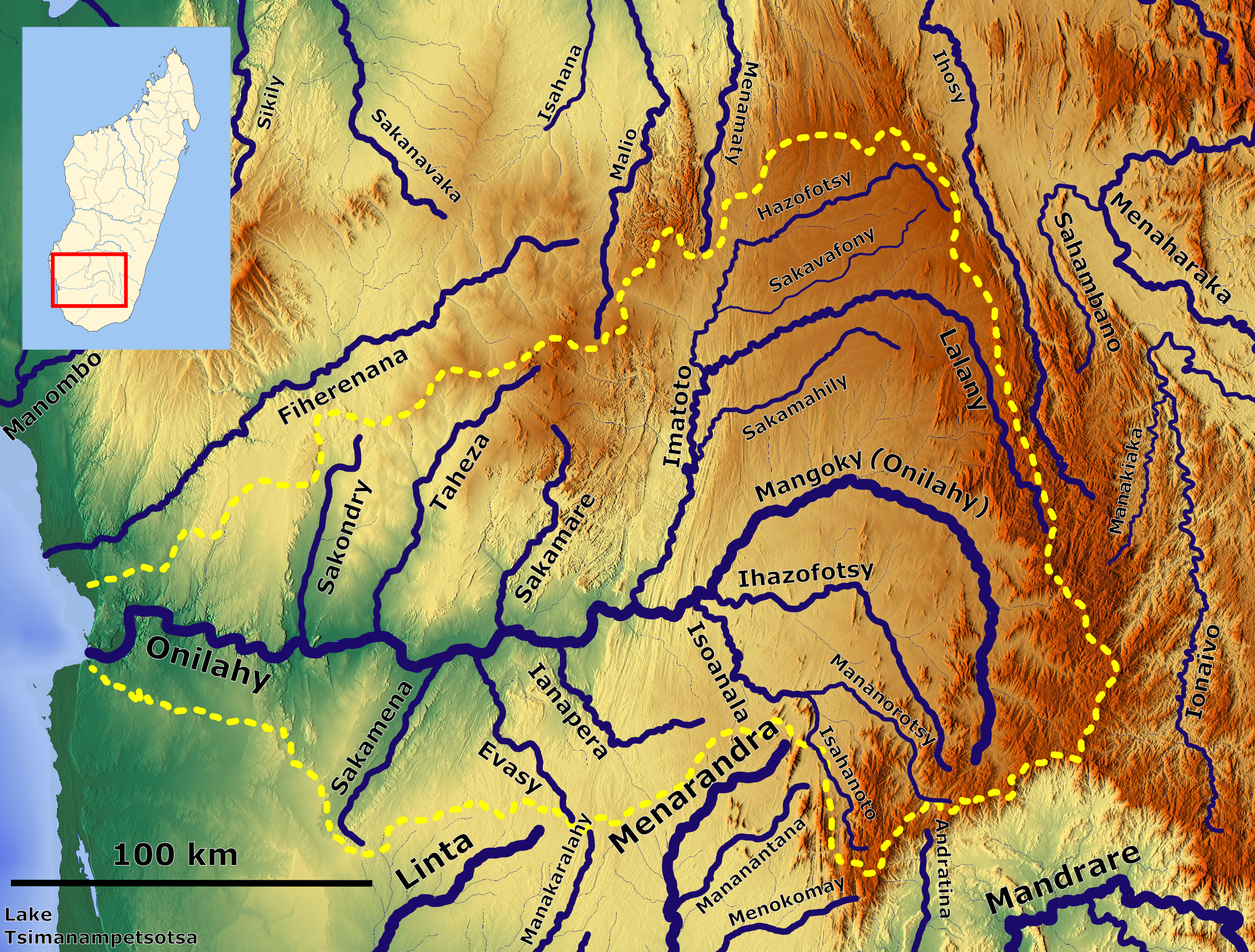
Das Einzugsgebiet des Onilahy im Südwesten Madagaskars

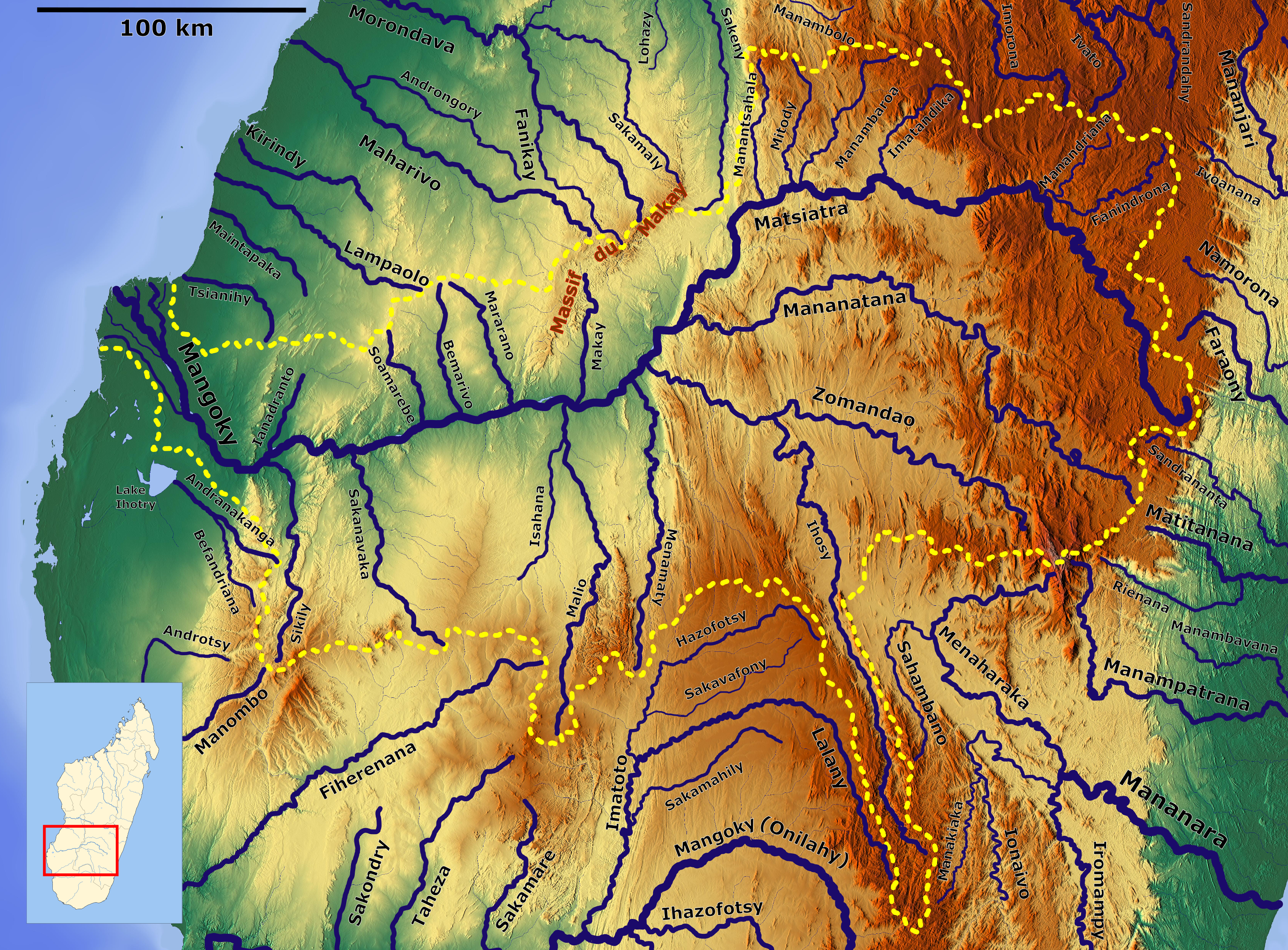
Das Einzugsgebiet des Mangoky im Südwesten Madagaskars

- Onilahy
  - Ihazofotsy
  - Isoanala
    - Mananorotsy
    - Isahanoto

  - Imatoto
    - Hazofotsy
      - Sakavafony

    - Sakamahily

  - Ianapera
  - Sakamare
  - Evasy
  - Sakamena
  - Taheza
  - Sakondry
- Fiherenana
  - Ilovo
  - Manandana
- Befandriana

- Mangoky
  - Fanindrona
  - Manandriana
  - Isaka
  - Imatandika
  - Mananbavoa
  - Mitosy
  - Manantsahola
  - Manantanana
  - Zomandao
    - Ihosy

  - Menamaty
  - Makay
  - Malio
    - Isahana

  - Mararano
  - Bemarivo
  - Soamarebe
  - Sakavamaka
  - Ianadranto
  - Sikily

## Westen

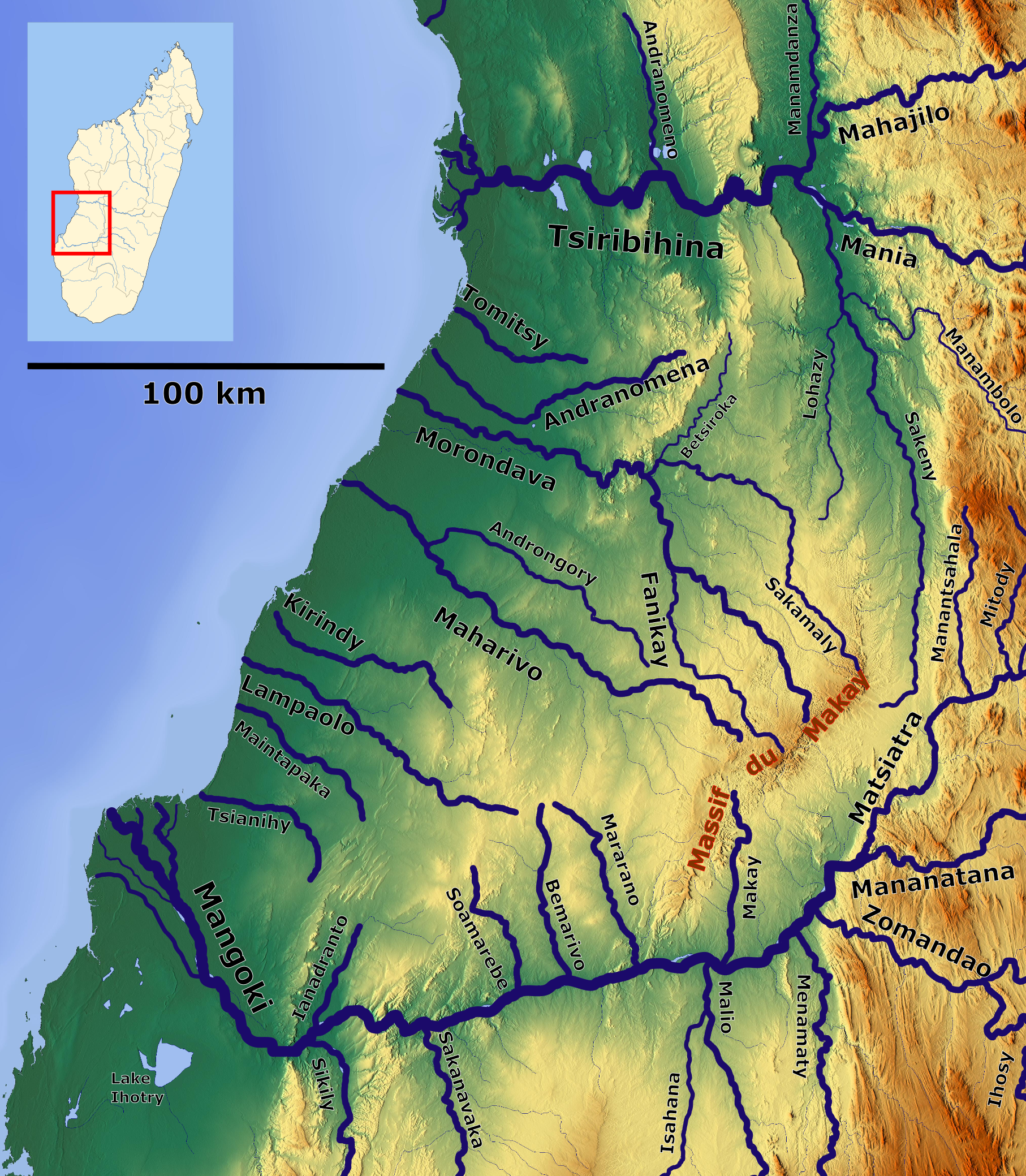
Die Flüsse, die im Makay entspringen, im Westen Madagaskars

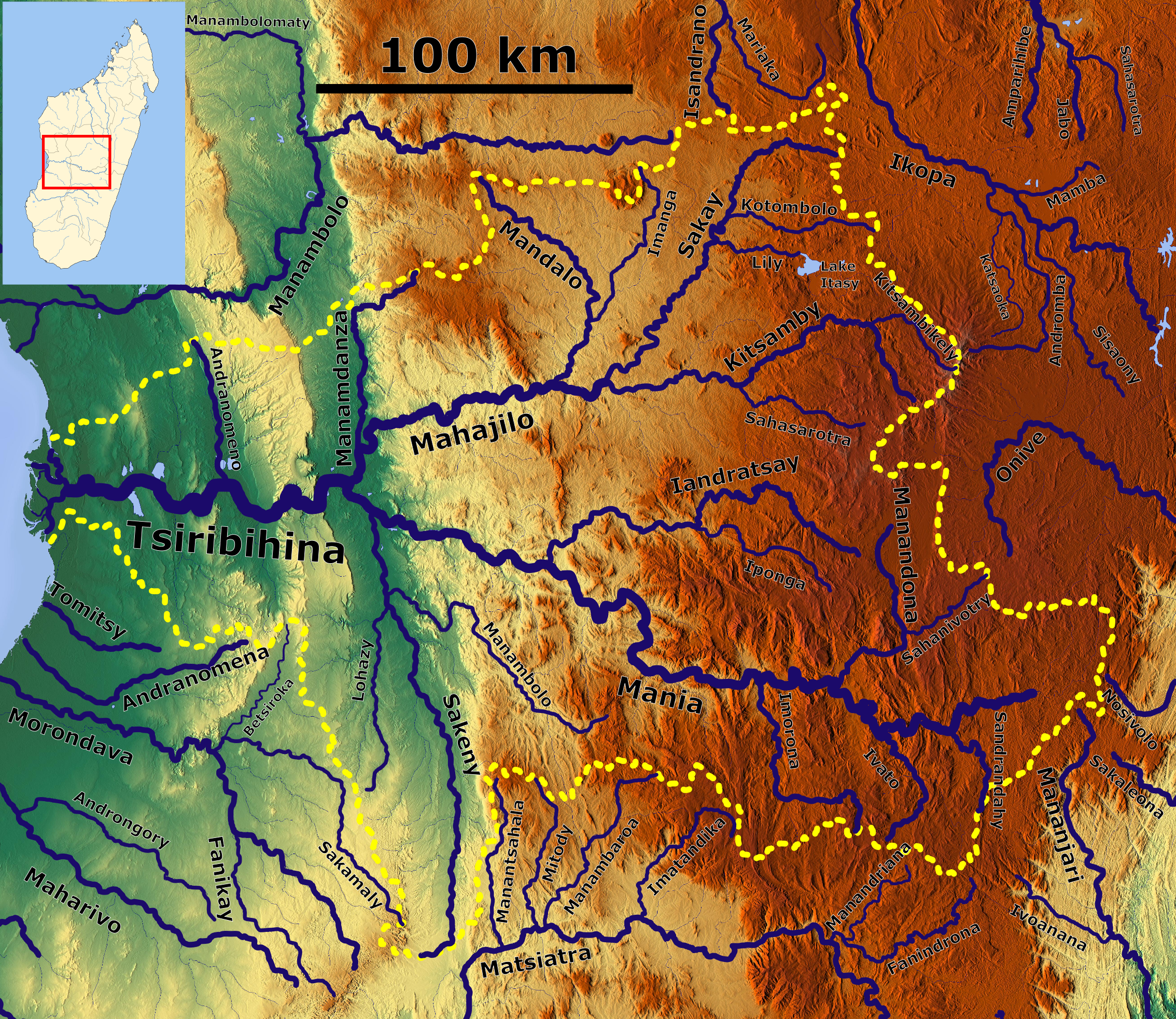
Das Einzugsgebiet des Tsiribihina im Westen Madagaskars

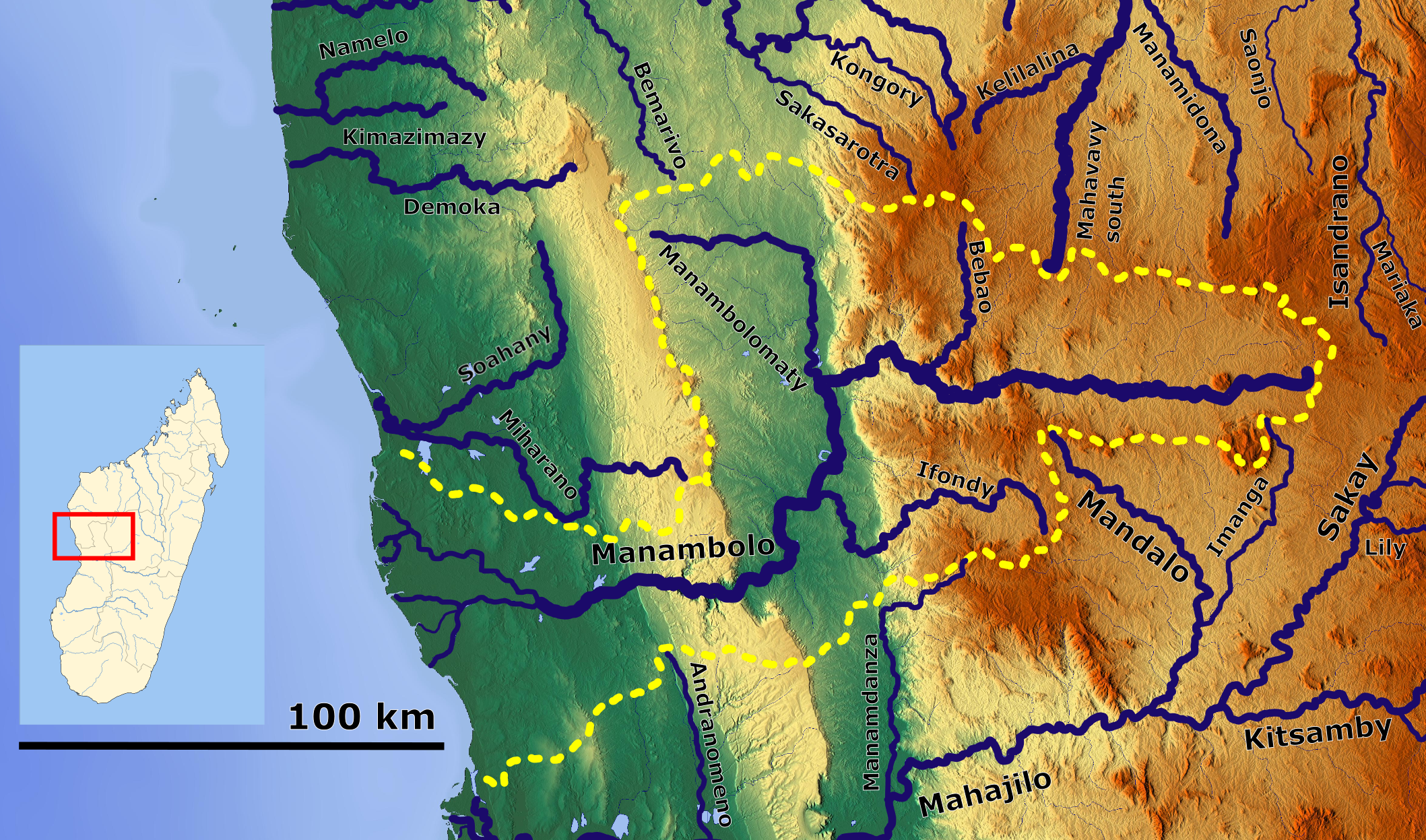
Das Einzugsgebiet des Manambolo im Westen Madagaskars

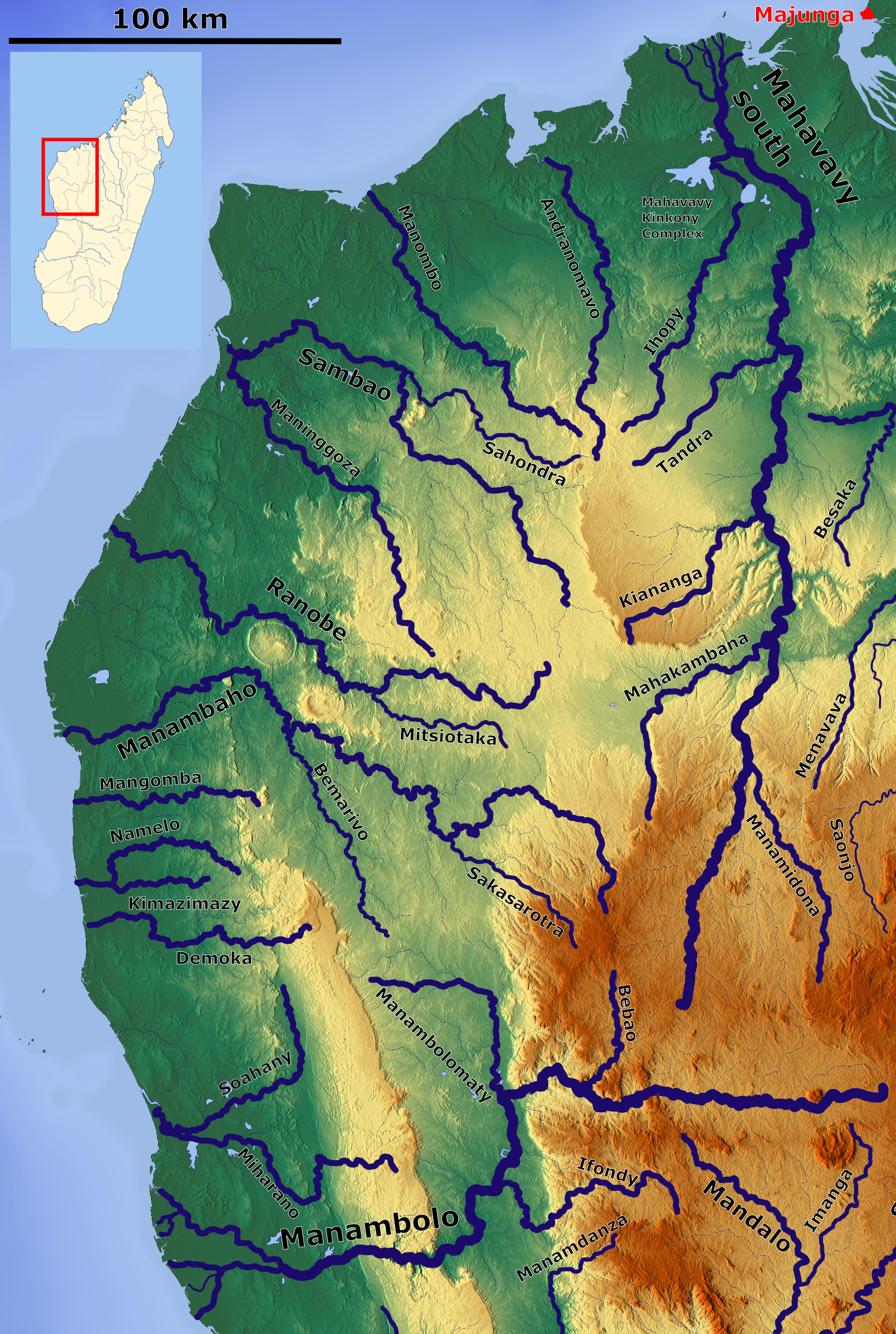
Die Flüsse im Westen Madagaskars

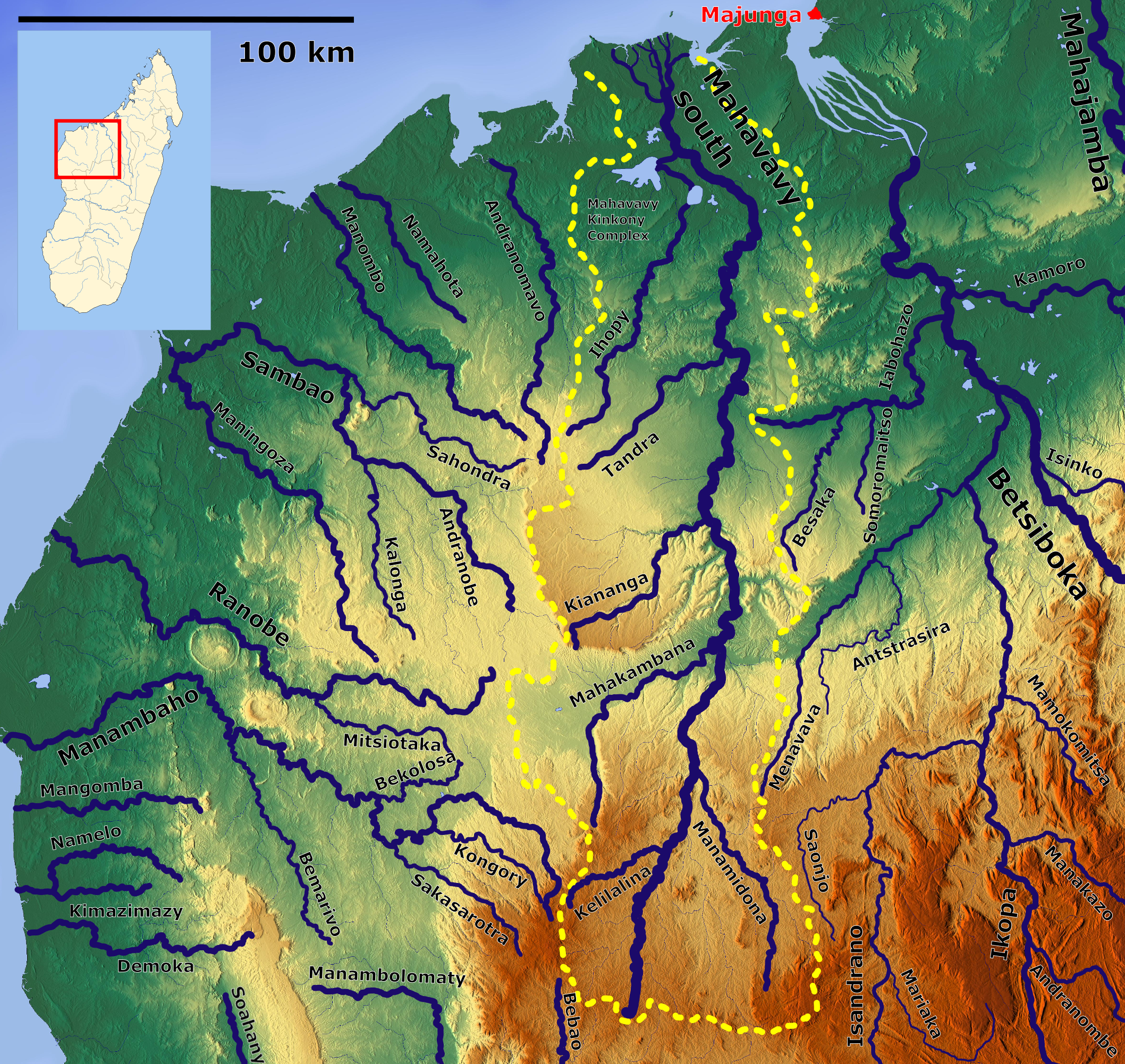
Das Einzugsgebiet des Mahavavy du Sud im Westen Madagaskars

- Tsianihy
- Maintapaka
- Lampaolo
- Kirindy
- Maharivo
  - Androngory
- Morondava
  - Fanikay
  - Sakamaly
    - Betsiroka
- Andranomena
- Tomitsy

- Tsiribihina
  - Mania (Fisakana)
    - Sandrandahy
    - Ivato
    - Manandona
      - Sahanivotry

    - Imorona
    - Iandratsay
      - Iponga

    - Sakeny
      - Lohazy
      - Manambolo

  - Mahajilo
    - Sakay
      - Kotombolo
      - Lily

    - Kitsamby
      - Kitsambikely
      - Sahasarotra

    - Mandalo
      - Imanga

    - Manamdanza

- Manambolo
  - Bebao
  - Manambolomaty
  - Ifondy
- Miharano
  - Soahany
- Demoka
- Namelo
  - Kimazimazy
- Mangomba
- Manambaho
  - Kongory
  - Sakasarotra
  - Bekolosa
  - Bemarivo
- Ranobe
  - Mitsiotaka
- Maningoza
- Sambao (Andranobe)
  - Kalonga
  - Sahondra
- Manombo
- Namahota
- Andranomavo

- Mahavavy du Sud
  - Kiranomena
  - Manamidona
  - Kelilalina
  - Mahakambana
  - Menavava
  - Kiananga
  - Tandra
  - Ihopy

## Nordwesten

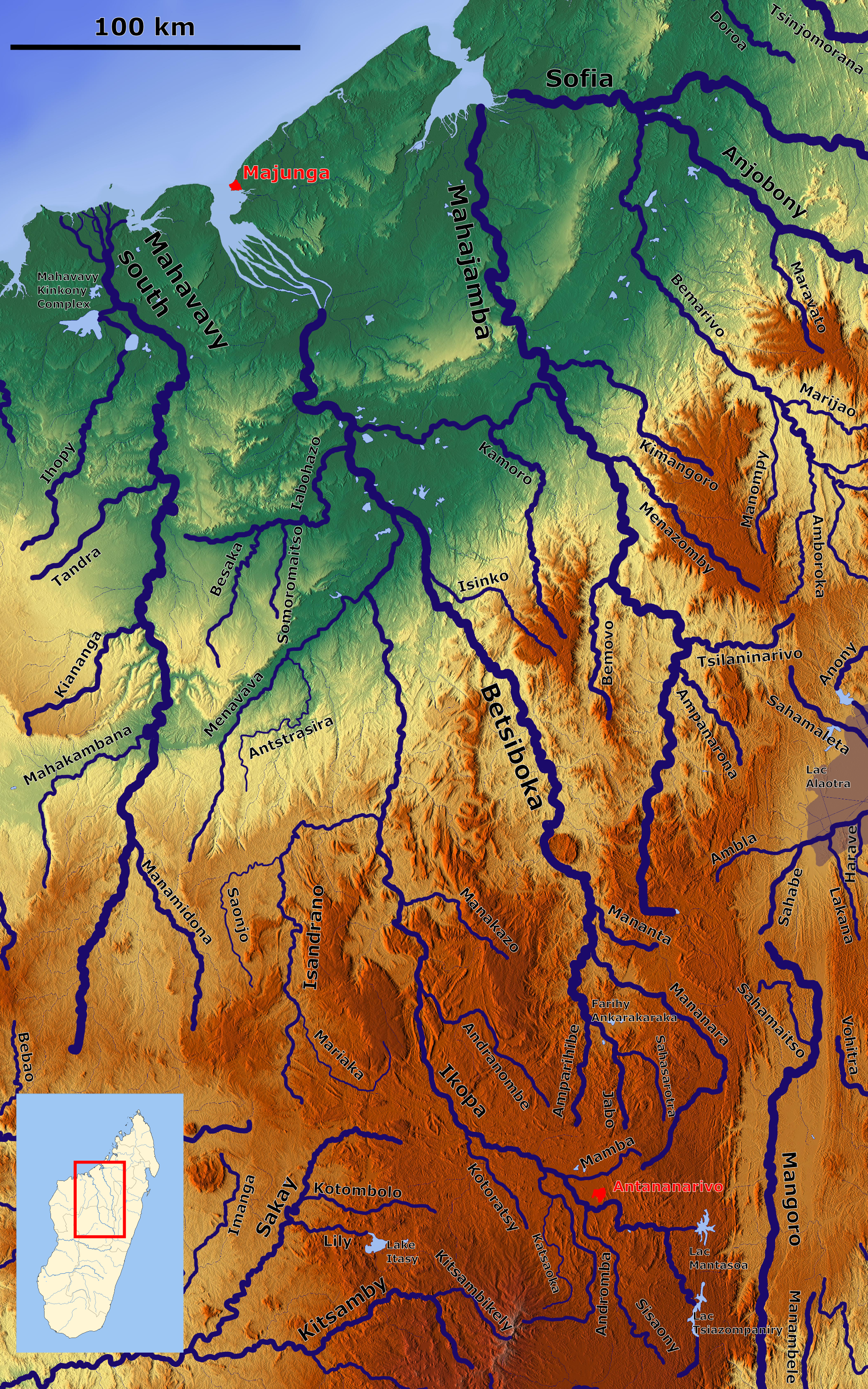
Die Flüsse Betsiboka und Mahajamba im Nordwesten Madagaskars

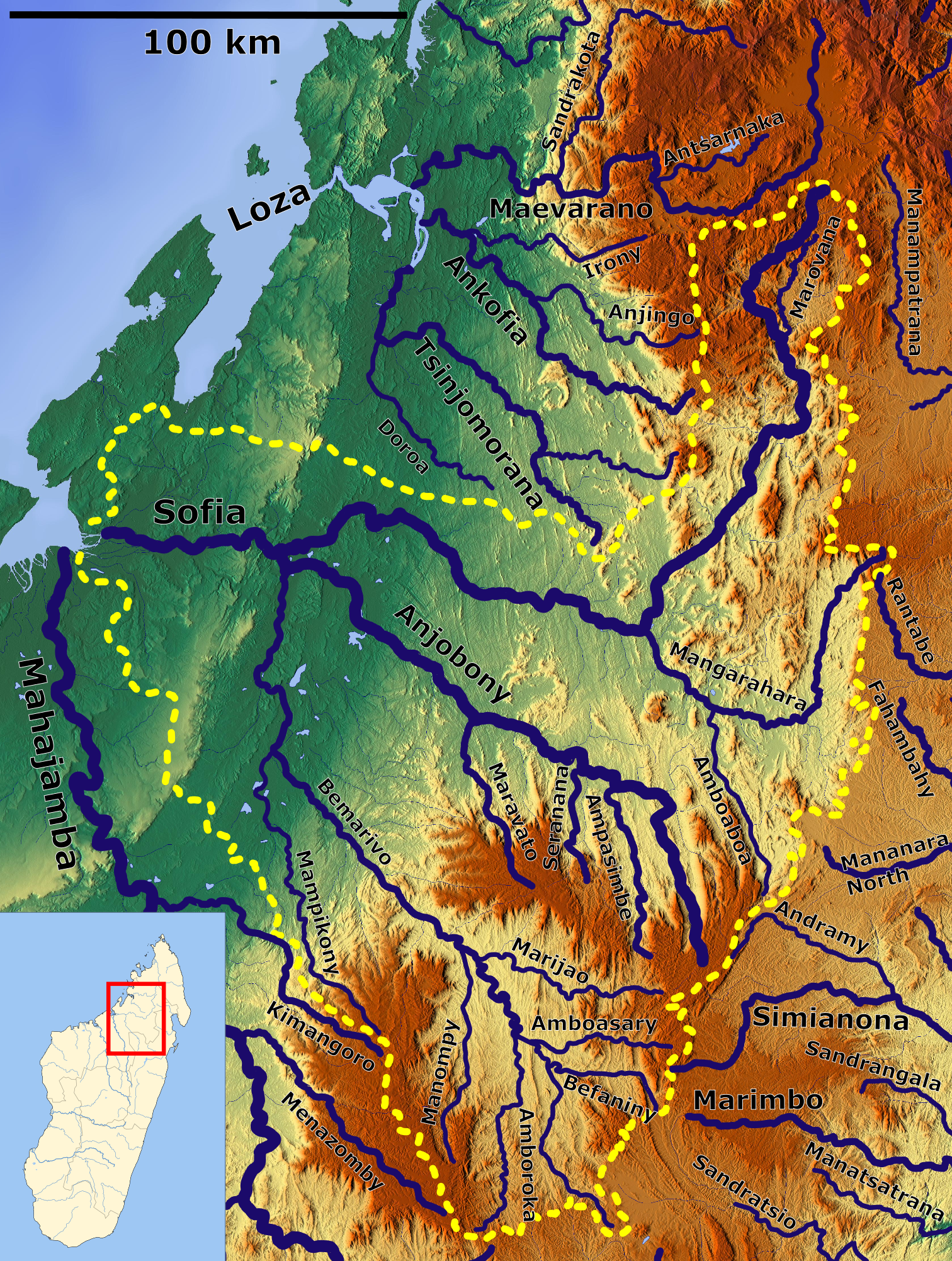
Das Einzugsgebiet des Sofia im Nordwesten Madagaskars

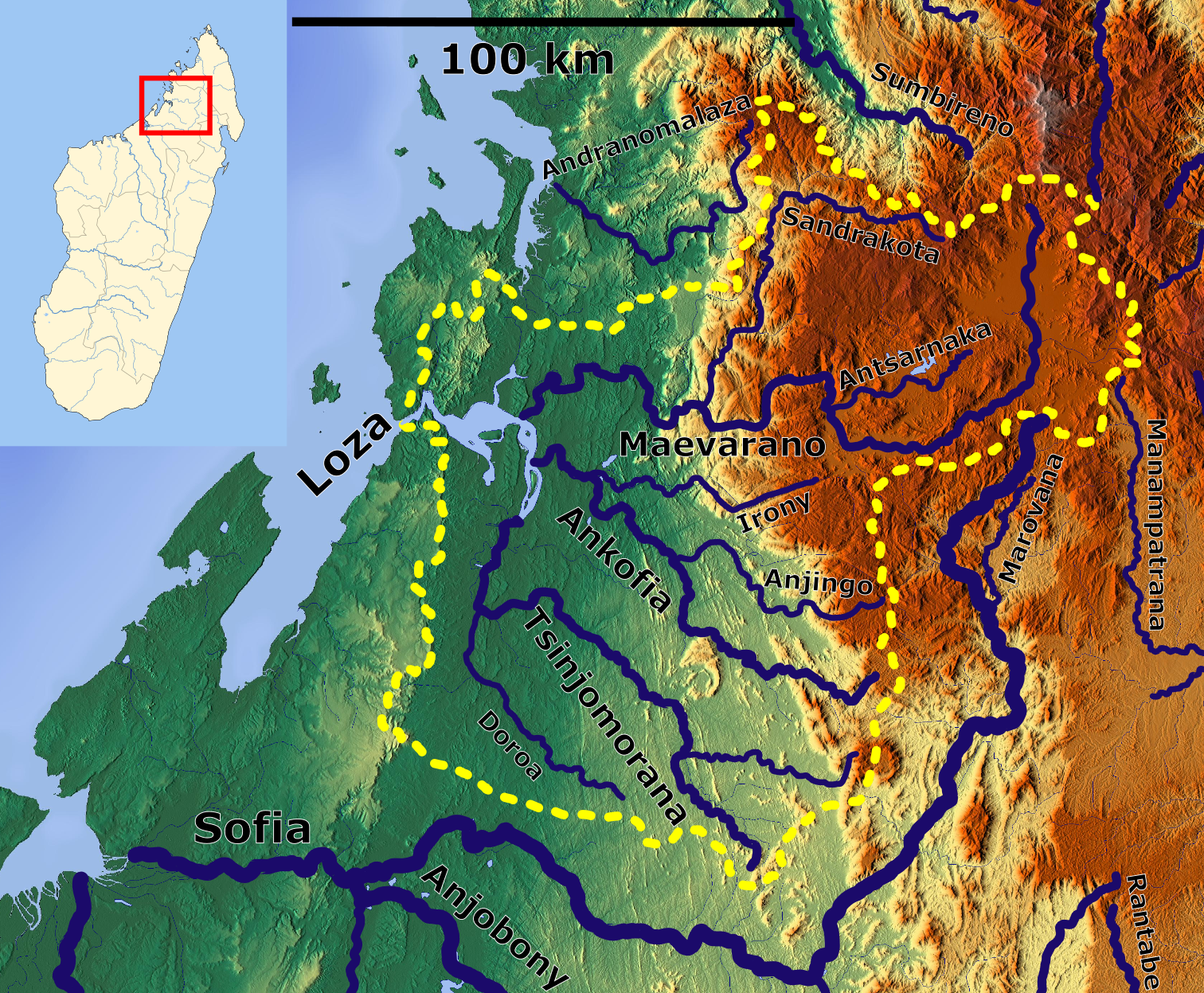
Das Einzugsgebiet des Loza im Nordwesten Madagaskars

- Betsiboka
  - Jabo
    - Sahasarotra

  - Amparihibe
  - Mananara
  - Mananta
  - Isinko
  - Ikopa
    - Nördlicher Varahine
    - Südlicher Varahine
    - Sisaony
    - Andromba
      - Katsaoka

    - Kotoratsy
    - Andranombe
    - Manakazo
    - Isandrano
      - Mariaka
      - Saonjo

    - Mamokomitsa
    - Menavava
      - Antstrasira

  - Iabohazo
    - Besaka
    - Somoromaitso

  - Kamoro
    - (Mahajamba zum Teil, siehe dort)
- Mahajamba
  - Sahaparasy
  - Mamovoka
  - Ampanarona
  - Tsilaninarivo
  - Bemovo
  - Menazomby
  - Kimangoro

- Sofia
  - Mangarahara
    - Amboaboa

  - Anjobony
    - Ampasimbe
    - Seranana
    - Maravato
    - Bemarivo
      - Amboroka
      - Befaniny
      - Amboasary
      - Marijao
      - Manompy
      - Mampikony

- Loza
  - Tsinjomorona
    - Ankofia
    - Doroa

  - Anjingo
    - Anksing
    - Irony

  - Maevarano
    - Sandrakota
- Andranomalaza
- Sambirano
  - Ramena
- Ifasy
- Mahavavy du Nord
- Mananjeba

## Einzugsgebietsaufteilung des Landes
Im Folgenden sind die Einzugsgebiete Malis tabellarisch aufgeführt.
| Einzugsgebiet                            | Fläche Madagaskar [km²] | Fläche Madagaskar [%] |
| ---------------------------------------- | ----------------------- | --------------------- |
| Lokoho                                   | 2.333                   | 0,4                   |
| Bemarivo                                 | 5.400                   | 0,9                   |
| Rianila                                  | 7.820                   | 1,3                   |
| Ivondro                                  | 3.300                   | 0,6                   |
| Onibe                                    | 2.182                   | 0,4                   |
| Sambirano                                | 2.950                   | 0,5                   |
| Andampy                                  | 2.409                   | 0,4                   |
| Simianona                                | 4.037                   | 0,7                   |
| Mananjary                                | 6.780                   | 1,2                   |
| Mangoro                                  | 17.175                  | 2,9                   |
| Namorona                                 | 2.150                   | 0,4                   |
| Sakaleona                                | 2.198                   | 0,4                   |
| Faraony                                  | 2.695                   | 0,5                   |
| Manampanihy                              | 2.300                   | 0,4                   |
| Maningory                                | 12.645                  | 2,2                   |
| Matitanana                               | 4.395                   | 0,7                   |
| Mananara du Sud                          | 16.760                  | 2,9                   |
| Manampatrana                             | 4.050                   | 0,7                   |
| Mandrare                                 | 12.570                  | 2,1                   |
| Sofia                                    | 27.315                  | 4,7                   |
| Maevarano                                | 5.360                   | 0,9                   |
| Mahajamba                                | 15.500                  | 2,6                   |
| Mahavavy                                 | 18.500                  | 3,2                   |
| Fiherenana                               | 7.600                   | 1,3                   |
| Mangoky                                  | 55.750                  | 9,5                   |
| Tsiribihina                              | 49.800                  | 8,5                   |
| Betsiboka                                | 49.000                  | 8,3                   |
| Mahavavy du Nord                         | 3.270                   | 0,6                   |
| Linta                                    | 5.800                   | 1,0                   |
| Manambolo                                | 13.970                  | 2,4                   |
| Menarandra                               | 8.350                   | 1,4                   |
| Manambaho                                | 8.060                   | 1,4                   |
| Onilahy                                  | 32.000                  | 5,4                   |
| Morondava                                | 6.040                   | 1,0                   |
| Maningoza / Sambao                       | 8.710                   | 1,5                   |
| Ranobe                                   | 4.443                   | 0,8                   |
| Ankofia                                  | 2.500                   | 0,4                   |
| Tsinjomorona                             | 3.980                   | 0,7                   |
| Maharivo                                 | 4.700                   | 0,8                   |
| Manambovo                                | 4.450                   | 0,8                   |
| Küstenflüsse und Flüsse weniger 2000 km² | 138.047                 | 23,5                  |
| Gesamt                                   | 587.295                 | 100                   |